# Lucienne Delforge
Lucienne Delforge est une pianiste et critique française née le 1er mars 1909 à Paris 5e et morte le 21 avril 1987 à Paris 14e,. Connue comme la maîtresse de Louis-Ferdinand Céline entre avril 1934 et avril 1936, elle donne de nombreux concerts en France et à travers le monde, qui l'emmènent jusqu'aux États-Unis où elle emprunte le paquebot Normandie.
Profondément antisémite durant la Seconde Guerre mondiale, elle collabore avec le maréchal Pétain en rédigeant un rapport sur le rôle de la musique française dans l'Europe de demain. En 1943, elle devient la « Nouvelle vedette des Disques » La Voix de son maître. Le 31 décembre 1944, elle joue à la soirée de variétés donnée au profit d’œuvres de bienfaisance dans la salle du Deutsches Haus.

## Biographie
Titulaire de quatre diplômes de science, dont un doctorat de médecine et un autre de chimie, Lucienne Marie Delforge est une pianiste ayant étudié à la Schola Cantorum avec Vincent d'Indy. Grande virtuose, elle donne de nombreux récitals en France et à l'étranger (Prague, Oslo, Vienne, Budapest, Stockholm), qui la conduisent jusqu'à New-York. Son récital américain est enregistré par la N.B.C.
La pianiste s'est spécialisée dans la musique française (Dandrieu, Couperin) mais également contemporaine (Pierné, Debussy, Ravel, Le Flem, Auric et Poulenc). Elle est également sollicitée pour accompagner des chanteurs. C'est le cas de Tino Rossi, qui a le privilège, en juin 1941, de donner un concert à ses côtés.
Trésorière des l'association des Amis de Francis Casadesus, elle lui consacre un hommage littéraire pour ses 50 ans.
Par ailleurs, grande sportive : escrimeuse et alpiniste (elle gravit à quatre reprises le Mont-Blanc), elle est également capitaine de l'équipe de Basket-ball du Tennis-Club de France.

### Relation avec Céline
Le 4 avril 1935, dans une salle de concert parisienne (salle Chopin), Céline, tombe sous le charme de la jeune interprète Lucienne Delforge. Un deuxième concert achève de le séduire. Il aborde la jeune femme à l'entracte et lui confie que "son jeu l'a inspiré pour la scène centrale de Mort à crédit". Rendez-vous est pris pour après le concert. Le couple est né, rassemblant deux personnalités très fortes. Ils voyagent ensemble au Danemark, en Suède et en Autriche, avant de se séparer en avril 1936. Une fois passée l’époque turbulente de leur liaison, ils conservèrent une grande admiration et une tendresse mutuelle, comme en témoignent leurs lettres, d’abord brûlantes d’amour, puis empreintes d’une grande tendresse.

### Parallèle avec le personnage de Nora
Erika Ostrovsky a tracé un parallèle entre Lucienne et la Nora de Mort à crédit : " Même Lucienne, aux mains magiques, aussi douée sur le clavier que sur les pics montagneux, qui apparaissait et disparaissait de façon aussi spasmodique que lui, combinant la présence et l’absence, la musique et le silence des glaciers, la perfection de l’art et la grâce du corps et dont le portrait (bien que prénommée Nora) illuminerait le sombre manuscrit qu’il écrivait alors : "Ils étaient terribles ces doigts... c’étaient comme des raies de lumière...". Il l’observait, avec l’extase du voyeur, tandis qu’elle faisait jouer son instrument : "Nora, elle jouait toujours son piano en nous attendant... Elle laissait la fenêtre ouverte... On l’entendait bien de notre cachette... Elle chantait même un petit peu... à mi-voix... Elle s’accompagnait... Elle chantait pas fort du tout... C’était en somme un murmure... une petite romance... (...) On attendait qu’elle interrompe, qu’elle chante plus du tout, qu’elle ferme le clavier..." ". Il n’attendit pas. La Nora de la vie réelle devint un jour trop réelle et trop vivante. Elle ne voulait pas, comme sa contrepartie sur le papier, disparaître en flottant dans le non-être, ni que les eaux se referment sur son visage tranquille. Leur séparation devait être plus douloureuse, plus brutale même que la disparition de Nora dans ses écrits. Seule l’ombre de la femme (décida-t-il) était assez lointaine pour être conservée, pour luire comme un reflet dans les pages de son livre. "

## Publication (comme autrice)

### Livres
- Témoignages, volume in12 broché, tirage à 504 exemplaires, Editions de l'Elan, 1951, 291 pages. Avant-propos de Pierre Dupré[9].
- Témoignages II
- Messages
- Thèmes et Variations
- Vincent d'Indy, l'homme et l'Œuvre
- Mile Jours (souvenirs)
- Anthologie des Musiciens et de la Musique dans la Poésie française
- Hommage à Francis Casadesus, Pour ses quatre-vingts ans, 500 exemplaires numérotés, Pour ses amis.
- La vie amoureuse de Victor Hugo et Juliette Drouet, Tanger, 1952

### Articles
En tant que critique musicale, elle a rédigé de nombreux articles pour la revue Les Beaux-Arts et le journal La France au Travail.

Cependant, de nombreux articles ont également circulés à propos de sa virtuosité. Un article de Comoedia en date du 1er novembre 1941 lui est consacré :  
« Lucienne Delforge, qui professe un véritable culte pour Vincent d'Indy, dont elle fut l'élève, a tenu, en avance sur ses confrères, qui, espérons-le, ne tarderont pas à suivre un bel exemple, à consacrer à l'auteur de Fervaal et à Albert Roussel, qui fut, naguère un de ses disciples, un concert d'une haute tenue. On eut la joie d'entendre, chose qui ne nous était pas arrivée, hélas, depuis de nombreuses années, le Poème des Montagnes, une des œuvres capitales du maître. Remercions Lucienne Delforge de son geste, qui, souhaitons-le, contribuera à mettre fin à un ostracisme d'autant plus intolérable qu'il frappe un des plus grands musiciens de l'école française contemporaine ; remercions également les vivantes "Soirées du marais", d'avoir abrité cette probante manifestation ».

### Conférences
A l'occasion du 130e anniversaire de Richard Wagner, conférence sur "Wagner et la France" à 19h30 suivie d'une audition musicale. 21 mai 1943, Salle du Colisée à Marseille.

## Correspondance

### Histoire de la correspondance
Reproduite en 1979 dans les Cahiers Céline "Lettres à des amis", l'éditeur Colin W. Nettelbeck a reproduit ses six lettres, soulignant qu'une grande partie a disparu.

#### Vente
Cette correspondance amoureuse puis amicale est la première du genre qui soit proposée aux enchères pour Céline. L'estimation était relativement basse : 1.000 à 1.500 euros pour les lettres simples, 5.000 à 6.000 euros pour la plus importante, de neuf pages. Les amateurs sont toutefois montés jusqu'à 3.000 euros pour les plus simples et 19.000 euros pour la plus belle pièce. Le tout a finalement été adjugé à un seul collectionneur pour 38.000 euros, soit 6.800 euros de plus que le total atteint séparément par les missives. " C'est un très bon résultat. On ne pensait pas obtenir un niveau aussi élevé ", a déclaré le commissaire-priseur Pierre-Yves Lefèvre.
En 2003, ces six lettres, (lots n°50 à 55) étaient à nouveau vendues aux enchères, adjugées 44 817 € (38 000 € sans frais) après faculté de réunion.

### Analyse de la correspondance
La correspondance entre Lucienne Delforge et Céline retrace une liaison passionnelle puis amicale.
Partant d'une première déclaration datée de mai 1935, dans laquelle l'auteur de Voyage au bout de la nuit, offre à la pianiste une recommandation pour sa publicité : " Lucienne Delforge est née dans la musique. Son lyrisme est réel, naturel. Cette grâce ne survient guère qu’une ou deux fois par génération, et presque jamais chez une femme. " Mais surtout l'écrivain déclare son amour, soulignant sur une feuille séparée que son " témoignage (...) est sincère et demeure en deçà de [s]on sentiment personnel ". " Mais je sais qu'en ce domaine trop d'assurance peut paraître impertinente ", ajoute-t-il.
Cette modestie n'est plus de mise dans la lettre de neuf pages du 26 août 1936, où culmine la passion. Lucienne est devenue " mon petit chéri ". " Comme je t'aime bien. Comme j'ai besoin de toi. Tu sais que je ne mens jamais, que je ne ruse jamais. Que je ne fais jamais de sentiment ", assure Céline, " Je t'aime bien Lucienne, à un point que tu ne peux pas savoir ", " Je t'embrasse bien fort Lucienne, comme je t'aime bien fort et pour la vie, forcément ".
La rupture consommée, à l'été 1936, il l'appelle encore " mon petit " et lui prodigue de tendres conseils : " Préserve-toi. Garde-toi bien. Méfie-toi de tes impulsions trop aventureuses. Ne tente pas le diable. Il détruit. Détruire n'est pas ton destin. Au revoir mon petit. Je t'embrasse bien fort ". Mais Céline exprime aussi une poignante douleur de vivre. " La régularité de la vie, la réalité de la vie m'écrase ", " je dois bien t'avouer que pour moi la réalité est un cauchemar continuel ". Et d'évoquer la dureté de sa jeunesse, sa mère et son " énorme tas de dentelles à réparer ", " une montagne de boulot, pour quelques francs ". " J'en avais des cauchemars la nuit, elle aussi. Cela m'est toujours resté ", confesse-t-il, " j'ai comme elle toujours sur ma table un énorme tas d'Horreur en souffrance que je voudrais rafistoler avant d'en finir ". Un passé qui explique " cette espèce d'acharnement à refuser les dons d'une vie que je hais ".

## Discographie (séléctive)
- César Franck, Prélude, Choral et Fugue, 2 disques 78 t, La Voix de son maître, DB-5195/96
- Franz Liszt, Les jeux d'eau de la villa d'Este, 78 t, La Voix de son maître, DB-5102

### Ouvrages
- Erika Ostrovsky, Céline, le voyeur voyant, Buchet-Chastel, 1973
- François Gibault, Céline. Cavalier de l'Apocalypse, 1944-1961, Mercure de France, 1981
- Francis Conem, Henry, Lucienne, édition privée, tirée à 100 exemplaires, à l'enseigne de Fidelis réservée aux membres de la Société des Amis de Francis Conem, 2010
- Louis-Ferdinand Céline, Lettres, Bibliothèque de la Pléiade, 2011
- David Alliot, D'un Céline l'autre, Collection Bouquins, Robert Laffont, 2011
- Christine Sautermeister, Céline à Sigmaringen, Ecriture, 2013
- Gaël Richard, Eric Mazet, Jean-Paul Louis, Dictionnaire de la correspondance, Du Lérot, 2013

### Littérature scientifique
- Eric Mazet, "Lucienne Delforge et Louis Destouches", Le Petit Célinien, 1er février 2015 [en ligne] http://www.lepetitcelinien.com/2015/01/lucienne-delforge-louis-ferdinand-celine-destouches.html consulté le 23 avril 2022.
- Colin Nettelbeck, "En marge du grand Louis : Cillie et Lucienne 1935-1936", Année Céline 2003

### Articles de presse (par ordre chronologique de parution)
- Le Ménestrel, 24 janvier 1936 deux articles : le premier par M. Pitoy "Concerts-Poulet", le second par Patrik Vretblad "Suède".
- La Vie parisienne, 27 mai 1939 par Robert Dieudonné "Propos parisiens"
- Le Miroir des sports, 31 mai 1939 "Au jour le jour..."
- L'Action française, 2 juin 1939 par Lucien Rebatet "Les concerts - Lucienne Delforge"
- Juvénal, 24 juin 1939 par Jean Launay "La Musique - Lucienne Delforge"
- Ce soir, 7 juillet 1939 par C.V. "Le récital de Mlle Lucienne Delforge"
- Pour elle, 27 novembre 1940 "La musique"
- L'œuvre, 13 mars 1941 par Yves Ranc, "Lucienne Delforge "ambassadrice française du piano" revient d'Amérique", une et p 3
- L'italie nouvelle, 20 mars 1941, "L'America dinanzi al conflitto". Article en italien comprenant deux lettres traduites d'Henry Bernstein et d'André Maurois.
- Le Petit Dauphinois, 4 mai 1941 par Jean Fangeat, "La réponse d'un émigré - A bord de "Normandie"
- Paris-Midi, 3 juin 1941 par Paul Le Flem, "Le récital de Lucienne Delforge"
- Paris-Soir, 6 juin 1941 "La vie musicale - Lucienne Delforge" et par René Ceran "Tino va chanter" pages 2 et 3
- Les Ondes, 8 juin 1941 par Marie-Laurence (pages 12 et 13)
- Comoedia, 1er novembre 1941
- L'Echo, 29 janvier 1942, "Dans les cabarets de Paris - Une femme chante ses frères de misère, c'est Lil Boël, la Madone des clochards", une.
- Comoedia, 9 mai 1942 par Arthur Honegger, "A la société des Concerts - Jeanne D'arc" page 5
- L'Ouest-Eclair, 27 novembre 1942, "Lucienne Delforge à Nantes"
- Le Midi socialiste, 10 mars 1943, publicité annonçant le récital au Théâtre du Jardin-Royal "samedi 13 à 16h30"
- Le Radical de Marseille, 17 mars 1943 "Avant un récital - Lucienne Delforge virtuose du piano et ambassadrice de l'art musical français".
- Le Radical de Marseille, 22 mars 1943 "Le récital - Lucienne Delforge a obtenu un succès triomphal".
- L'Union française, 27 mars 1943 "Musique et force" par Maurice Cesbron
- Le Radical de Marseille, 20 mai 1943 "Demain au Colisée - La célèbre pianiste Lucienne Delforge parlera de "Wagner et la France" ".
- L'Ouest-Eclair, 15 janvier 1944, "La Radio - Principales émissions"
- Le Matin, 17 avril 1944, "Un unique récital de Lucienne Delforge"

### Radio
- Récital radiodiffusé à 12h15, le 9 juin 1940 sur Radio-Paris
- Récital radiodiffusé à 19h40, 15 janvier 1944, sur Radio-Paris